# Gabon (estuar)
Estuarul Gabon este un fluviu scurt, care de fapt este gura de vărsare comună a fluviilor Komo și Ebe în Golful Guineei. Estuarul formează portul natural al orașului Libreville, capitala statului african Gabon.